# Pablo Alcover
Pablo Alcover y Guitart (Barcelona, 1804-Santa Coloma de Farnés, 1832) fue un jurista, botánico, poeta y escritor español.

## Biografía
Natural de Barcelona. Si bien su fecha de nacimiento no es fácil de señalar, el Ayuntamiento de su ciudad natal recibió una instancia fechada el 26 de septiembre de 1822 en que solicitaba ser eximido de la milicia legal a la que pertenecía, fundando su pretensión, que efectivamente le fue concedida, en la circunstancia de ser menor de edad.
Hijo de un modesto industrial, demostró desde sus primeros años excelentes disposiciones para el estudio. Estudió en el seminario conciliar de su ciudad natal la gramática general y después Lógica en un convento. En el curso 1820-1821 estudió en dicho convento Metafísica y asistió también a la cátedra de Taquigrafía establecida por la Junta Nacional del Comercio de Cataluña. En el certamen público celebrado en 1821 entre los alumnos asistentes a dicha cátedra, mereció un aplauso general y fue declarado de los más sobresalientes de su clase.
Estudió también Ética, Moral y Derecho Universal y Física experimental, a cargo, esta última, de Pedro Vieta. En 1822-23 ganó en la Universidad de Barcelona el curso de Principios de Legislación Universal y el de Economía. Estudió también en Cervera y después se trasladó a Huesca, en cuya universidad prosiguió con sus estudios de Derecho. A su vuelta a Cervera, en 1828, recibió en su universidad el grado de licenciado y la borla de doctor en leyes.
No se limitaba, sin embargo, a los estudios de Filosofía y Derecho. Escribía poesías, en su mayor parte églogas e idilios. Llegó a dominar varios idiomas, como el latín, el francés y el italiano, en los que compuso algunos poemas. También escribió opúsculos sobre puntos de Derecho, cuya «elegante dicción —según las palabras de Elías de Molins— demuestra la perfecta posesión en que se hallaba de los clásicos».
Aficionado y entusiasta de los estudios botánicos, escribió, aunque no llegó a publicar, una obra titulada Floresta española, restos de un herbario cuyas plantas se hallaban clasificadas de su puño y letra. Además, ilustraba estos manuscritos con sus propias miniaturas.

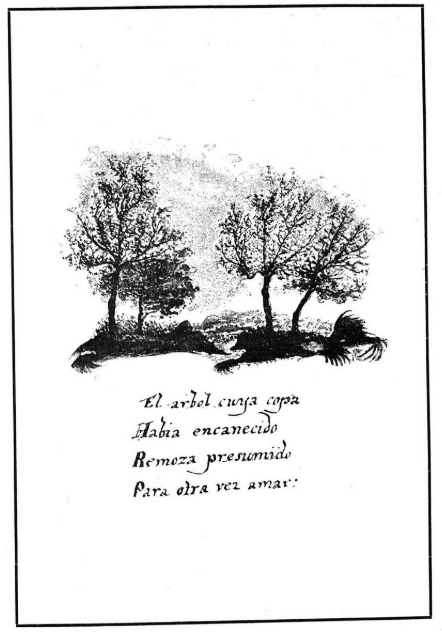
Ilustración realizada por Pablo Alcover y Guitart para una de sus obras poéticas, reproducida en el Diccionario biográfico y bibliográfico de escritores y artistas catalanes del siglo XIX: (apuntes y datos) de Elías de Molins.

El 14 de septiembre de 1829 fue recibido de abogado en la Real Audiencia y ejerció la profesión hasta que, nombrado promotor fiscal de Santa Coloma de Farnés, se trasladó a dicha población. Allí falleció a finales de 1832.
Antes, el 24 de julio de 1830, consta que formó, mediante documento privado, socieadad con Manuel Puig y Bancells y José Antonio Manté, del comercio de libros, para la publicación de las obras del celebrado jurisconsulto francés Jean Domat, que Alcover tradujo y anotó cuidadosamente, comentándolas con las leyes españolas. A las obras del galo debía seguir la publicación del Diccionario universal de la jurisprudencia mercantil, del italiano Domingo Alberto Azuni, que asimismo tradujo y comentó el propio Alcover. Sin embargo, no llegó a publicarse por disensiones entre los socios, según resulta de una carta de este último dirigida a Puig en marzo de 1832, reclamándole los originales que tenía preparados de dicha obra, porque era su opinión que la compañía no podía continuar.

## Obras
Fue condiscípulo e íntimo amigo del poeta Manuel Cabanyes, que le dedicó una de sus poesías, y vivió en constante amistad y correspondencia con Roca y Cornet, Cil, Pons, Planas, Matas y otros jóvenes literatos de su época.
Aparte de sus poesías, una de las cuales fue incluida en el cuaderno impreso que la Universidad de Cervera dedicó a los reyes Fernando VII y María Josefa Amalia a su paso por dicha ciudad en 1828, dejó dos poemas épicos con los títulos de La Colonia y Méjico rendida, una tragedia titulada Viriato o La Lusitania recobrando su libertad, una traducción de algunos opúsculos de Milton, la de Erastro, drama sentimental de Gesner, y varias disertaciones sobre asuntos filosóficos.
Además de un buen número de opúsculos sobre temas de Derecho, escribió unas Lecciones de Derecho español, dejando bastante adelantada una obra titulada Código Predial o Tratado de las leyes concernientes a las tierras y edificios.